# رقص (فیلم ۱۹۹۱)
«رقاص» (انگلیسی: Dancer (1991 film)) یک فیلم است که در سال ۱۹۹۱ منتشر شد. از بازیگران آن می‌توان به آکشی کومار اشاره کرد.